# Paco Jémez
Paco, właśc. Francisco Jémez Martín (ur. 18 kwietnia 1970 w Las Palmas de Gran Canaria) – hiszpański trener i piłkarz, grający na pozycji środkowego obrońcy.

## Kariera klubowa
Piłkarską karierę Paco rozpoczął w klubie Córdoba CF. W 1989 roku zadebiutował w jego barwach w Segunda División i w zespole tym występował przez dwa sezony. Latem 1991 przeszedł do innego drugoligowego klubu, Realu Murcia, w którym spędził rok i w 1992 roku został piłkarzem Rayo Vallecano grającego w Primera División. 5 września zadebiutował w jego barwach w lidze w przegranym 0:1 wyjazdowym spotkaniu z Valencią. W Rayo, podobnie jak w Murcii, grał przez jeden sezon i był podstawowym zawodnikiem.
W 1993 roku Jémez został obrońcą Deportivo La Coruña. Swój pierwszy mecz dla tego klubu rozegrał 11 września, a „Depor” pokonało Sporting Gijón 2:0. Następnie pół roku przesiedział na ławce rezerwowych i do składu wrócił na rewanżowe spotkanie ze Sportingiem. W sezonie 1993/1994 był bliski zdobycia mistrzostwa Hiszpanii, jednak zespół z La Coruñi zremisował w ostatniej kolejce z Valencią i stracił pewny triumf na rzecz Barcelony. Rok później wraz z partnerami znów został wicemistrzem Hiszpanii, a także zdobył dwa trofea: Puchar Hiszpanii oraz Superpuchar Hiszpanii. W pierwszym składzie Deportivo zaczął występować w sezonie 1995/1996, w 1997 roku zajął 3. miejsce w La Liga.
W 1998 roku Paco przeszedł do Realu Saragossa. 30 sierpnia rozegrał dla Realu swoje pierwsze spotkanie, wygrane 2:0 z Athletic Bilbao. W Saragossie od początku grał w wyjściowej jedenastce. Pierwszy sukces z tym klubem osiągnął w sezonie 2000/2001, kiedy to zdobył swój drugi w karierze krajowy puchar. Rok później spadł z Realem do Segunda División, w której spędził rok. W sezonie 2003/2004 rozegrał tylko jedno spotkanie w pierwszej lidze i wrócił do Rayo Vallecano. W sezonie 2004/2005 był piłkarzem CD Lugo, grającego w Tercera División i po roku zakończył sportową karierę w wieku 35 lat.
| Sezon   | Klub                | Kraj      | Rozgrywki        | Mecze | Bramki |
| ------- | ------------------- | --------- | ---------------- | ----- | ------ |
| 1989/90 | Córdoba CF          | Hiszpania | Segunda División | ?     | ?      |
| 1990/91 | Córdoba CF          | Hiszpania | Segunda División | ?     | ?      |
| 1991/92 | Real Murcia         | Hiszpania | Segunda División | 35    | 1      |
| 1992/93 | Rayo Vallecano      | Hiszpania | Primera División | 38    | 0      |
| 1993/94 | Deportivo La Coruña | Hiszpania | Primera División | 4     | 0      |
| 1994/95 | Deportivo La Coruña | Hiszpania | Primera División | 6     | 0      |
| 1995/96 | Deportivo La Coruña | Hiszpania | Primera División | 36    | 1      |
| 1996/97 | Deportivo La Coruña | Hiszpania | Primera División | 19    | 0      |
| 1997/98 | Deportivo La Coruña | Hiszpania | Primera División | 29    | 0      |
| 1998/99 | Real Saragossa      | Hiszpania | Primera División | 37    | 0      |
| 1999/00 | Real Saragossa      | Hiszpania | Primera División | 37    | 0      |
| 2000/01 | Real Saragossa      | Hiszpania | Primera División | 34    | 0      |
| 2001/02 | Real Saragossa      | Hiszpania | Primera División | 31    | 0      |
| 2002/03 | Real Saragossa      | Hiszpania | Segunda División | 31    | 1      |
| 2003/04 | Real Saragossa      | Hiszpania | Primera División | 1     | 0      |
| 2003/04 | Rayo Vallecano      | Hiszpania | Segunda División | 17    | 0      |
| 2004/05 | CD Lugo             | Hiszpania | Tercera División | ?     | ?      |

## Kariera reprezentacyjna
W reprezentacji Hiszpanii Paco zadebiutował 23 września 1998 roku w wygranym 1:0 wyjazdowym spotkaniu z Rosją. W 2000 roku został powołany przez José Antonio Camacho do kadry na Euro 2000. Tam wystąpił w trzech spotkaniach: grupowych przegranym 0:1 z Norwegią i wygranym 4:3 z Jugosławią oraz w ćwierćfinałowym z Francją (1:2). W kadrze narodowej wystąpił łącznie w 21 spotkaniach (ostatni raz w 2001 roku w wygranym 1:0 sparingu z Japonią).